# Bożurec
Bożurec (bułg. Божурец) – wieś w północno-wschodniej Bułgarii, w obwodzie Dobricz, w gminie Kawarna. Według danych Narodowego Instytutu Statystycznego, 31 grudnia 2011 roku wieś liczyła 92 mieszkańców.

## Historia
Dawniej miejscowość nazywała się Michał bej.